# Línea 650A (Interurbanos Madrid)
La línea 650A de la red de autobuses interurbanos de Madrid une de forma circular los municipios de Pozuelo de Alarcón, Majadahonda y el Hospital Puerta de Hierro en el sentido de las agujas del reloj. El sentido contrario lo proporciona la línea 650B.

## Características
Fue puesta en servicio el 1 de julio de 2020, cuando la línea 650 se transformaba de nuevo en una línea circular.
Siguiendo la numeración de líneas del CRTM, las líneas que circulan por el corredor 6 son aquellas que dan servicio a los municipios situados en torno a la A-6 y comienzan con un 6. Aquellas numeradas dentro de la decena 650 corresponden a aquellas que circulan por Pozuelo de Alarcón y Majadahonda.
La línea no mantiene los mismos horarios todo el año, desde el 1 al 31 de agosto se reducen el número de expediciones los días laborables entre semana (sábados laborables, domingos y festivos tienen los mismos horarios todo el año), además de los días excepcionales vísperas de festivo y festivos de Navidad en los que los horarios también cambian y se reducen.
Está operada por Avanza Movilidad Integral mediante la concesión administrativa VCM-601 - Madrid – Pozuelo de Alarcón –  Majadahonda – Alcorcón (Viajeros Comunidad de Madrid) del Consorcio Regional de Transportes de Madrid.

## Horarios

### 1 septiembre - 31 julio
| 1 septiembre - 31 julio    |                                         |
| Lunes a viernes laborables | Sábados laborables, domingos y festivos |
| 06:30                      | 07:30                                   |
| 07:10                      | 08:50                                   |
| 07:50                      | 10:10                                   |
| 08:30                      | 11:30                                   |
| 08:50                      | 12:50                                   |
| 09:10                      | 14:10                                   |
| 09:50                      | 15:30                                   |
| 10:10                      | 16:50                                   |
| 10:30                      | 18:10                                   |
| 11:10                      | 19:30                                   |
| 11:30                      | 20:50                                   |
| 11:50                      | 22:10                                   |
| 12:30                      |                                         |
| 13:10                      |                                         |
| 13:50                      |                                         |
| 14:30                      |                                         |
| 15:10                      |                                         |
| 15:50                      |                                         |
| 16:30                      |                                         |
| 17:10                      |                                         |
| 17:50                      |                                         |
| 18:30                      |                                         |
| 19:10                      |                                         |
| 19:50                      |                                         |
| 20:30                      |                                         |
| 21:10                      |                                         |
| 21:50                      |                                         |
| 22:30                      |                                         |
| 23:10                      |                                         |
| 00:30                      |                                         |

### 1 - 31 agosto
| 1 - 31 agosto              |                                         |
| Lunes a viernes laborables | Sábados laborables, domingos y festivos |
| 06:30                      | 07:30                                   |
| 07:55                      | 08:50                                   |
| 09:20                      | 10:10                                   |
| 10:45                      | 11:30                                   |
| 12:10                      | 12:50                                   |
| 13:35                      | 14:10                                   |
| 15:00                      | 15:30                                   |
| 16:25                      | 16:50                                   |
| 17:50                      | 18:10                                   |
| 19:15                      | 19:30                                   |
| 20:40                      | 20:50                                   |
| 22:05                      | 22:10                                   |

Paso por el Hospital Puerta de Hierro aproximadamente 45 minutos después de su salida de Pozuelo. Duración del recorrido circular completo aproximadamente 75 minutos.

## Recorrido y paradas
| Código | Parada                                       | Común con                               | Conexiones con Cercanías | Municipio          | Zona |
| ------ | -------------------------------------------- | --------------------------------------- | ------------------------ | ------------------ | ---- |
| 10006  | C.º Cerro de Los Gamos - Est. El Barrial     | 563 565 650B                            | El Barrial               | Pozuelo de Alarcón |      |
| 13202  | Av. Vaguada Cerro Gamos - Av. Isaac Albéniz  |                                         |                          | Pozuelo de Alarcón |      |
| 10867  | Av. Vaguada Cerro Gamos - Av. Bellas Artes   | 656A                                    |                          | Pozuelo de Alarcón |      |
| 10870  | Naranjo - Gómez Tejedor                      |                                         |                          | Pozuelo de Alarcón |      |
| 06468  | Gómez Tejedor - Doctor Garzón                |                                         |                          | Pozuelo de Alarcón |      |
| 15362  | Pza. Constitución - Parque de Las Minas      | 563                                     |                          | Pozuelo de Alarcón |      |
| 09052  | C.º Huertas - Cruz Roja                      | 560 656 815 3                           |                          | Pozuelo de Alarcón |      |
| 09377  | Mártires Oblatos - Av. Juan XXIII            | 560 656 815 2                           |                          | Pozuelo de Alarcón |      |
| 06279  | Av. Juan Pablo II - Portugalete              | 560 656 815                             |                          | Pozuelo de Alarcón |      |
| 06280  | Av. Juan Pablo II - Patones                  | 560 656 658 815                         |                          | Pozuelo de Alarcón |      |
| 09048  | Av. Pablo VI - Chinchón                      | 560 657 657A 658 815                    |                          | Pozuelo de Alarcón |      |
| 08679  | Chinchón - Cirilo Palomo                     | 561 561A 561B 566 657A 658 1            |                          | Pozuelo de Alarcón |      |
| 06444  | Antonio Becerril - Ayuntamiento              | 561 561A 561B 566 657A 1                |                          | Pozuelo de Alarcón |      |
| 08701  | Javier Fdez. Golfín - Parque Don Juan Borbón | 561 561A 561B 566 657                   |                          | Pozuelo de Alarcón |      |
| 10008  | Ctra. Majadahonda - Universidad              | 561 561A 561B 565 657 659               |                          | Pozuelo de Alarcón |      |
| 08781  | Ctra. Majadahonda - Av. Monteclaro           | 561 561A 561B 565 659                   |                          | Pozuelo de Alarcón |      |
| 08783  | Ctra. Pozuelo - Urb. Monteclaro              | 561 561A 561B 565 659                   |                          | Majadahonda        |      |
| 08785  | Ctra. Pozuelo - Centro de Prevención         | 561 561A 561B 565 659                   |                          | Majadahonda        |      |
| 12679  | Sarasate - Ctra. Pozuelo                     | 653 1                                   |                          | Majadahonda        |      |
| 15188  | Sarasate - Joaquín Turina                    | 653 1                                   |                          | Majadahonda        |      |
| 13005  | Av. Oliva - Enrique Granados                 | 653                                     |                          | Majadahonda        |      |
| 15190  | Av. Oliva - Velázquez                        | 653                                     |                          | Majadahonda        |      |
| 17926  | Ruperto Chapí - Av. Oliva                    | 567 580 626 653 655                     |                          | Majadahonda        |      |
| 17923  | J. Rodrigo - Hospital Puerta de Hierro       | 567 580 620 626 633 653 655 667 685 1   |                          | Majadahonda        |      |
| 17685  | Manuel Falla - Urg. Hospital Pta. De Hierro  | 565 567 620 626 667 1                   |                          | Majadahonda        |      |
| 11385  | Moreras - C. C. Centro Oeste                 | 565 567 626 654 1                       |                          | Majadahonda        |      |
| 12017  | Moreras - Escuela de Fútbol                  | 565 567 626 655 685                     |                          | Majadahonda        |      |
| 08791  | Ctra. Pozuelo - Ins. Nacional de Salud       | 561 561A 561B 567 626 633 653 654 655 2 |                          | Majadahonda        |      |
| 12988  | Av. Rey Juan Carlos I - El Paular            |                                         |                          | Majadahonda        |      |
| 12748  | Ctra. Boadilla - Puerta Sierra III           | 1                                       |                          | Majadahonda        |      |
| 18073  | Ctra. Pozuelo - Francisco Umbral             | 561 561A 561B 567 1                     |                          | Majadahonda        |      |
| 18612  | Neptuno - Alcalde Aurelio Tallón             | 561B 651 654 1                          |                          | Majadahonda        |      |
| 11835  | Santo Tomás - Pza. Lealtad                   | 561B 651 654 1                          |                          | Majadahonda        |      |
| 11854  | Santo Tomás - Granadilla                     | 561B 651 654 1                          |                          | Majadahonda        |      |
| 11856  | San Vicente - Pza. San Roque                 | 651 654                                 |                          | Majadahonda        |      |
| 06203  | Av. Doctor Marañón - Pza. Laguna Vieja       | 626A 652 654                            |                          | Majadahonda        |      |
| 06250  | Doctor Calero - Jardinillos                  | 561 561A 626 626A 651 652 654           |                          | Majadahonda        |      |
| 06251  | Doctor Calero - Fundadores                   | 567 626A 651 652 654 1                  |                          | Majadahonda        |      |
| 06252  | Ctra. Plantío - Cerro del Aire               | 567 626A 651 652 654 1                  |                          | Majadahonda        |      |
| 06253  | Ctra. Plantío - Novotiendas                  | 567 626A 651 652 654 1                  |                          | Majadahonda        |      |
| 06254  | Ctra. Plantío - Los Sauces                   | 567 626A 651 652 654 1                  |                          | Majadahonda        |      |
| 07305  | Ctra. Plantío - Est. Majadahonda             | 651 652 653 654                         | Majadahonda              | Majadahonda        |      |
| 09093  | Ctra. Plantío - Urb. La Sacedilla            | 651 652 653 654                         |                          | Majadahonda        |      |
| 06256  | Ctra. Plantío - Club de Tenis                | 651 652 653 654                         |                          | Majadahonda        |      |
| 6257   | EL PLANTÍO (Av. Victoria)                    | 163 651 652 653 654                     |                          | Madrid             |      |
| 6258   | Avenida Victoria-Federico Agustí             | 163 651 652 653 654                     |                          | Madrid             |      |
| 06259  | Av. Victoria - Cimarra                       | 651 652 653 654                         |                          | Madrid             |      |
| 6260   | Avenida Victoria-Monte del Pilar             | 163 651 652 653 654                     |                          | Madrid             |      |
| 6261   | Avenida Victoria-Virgen de los Olmos         | 163 651 652 653 654                     |                          | Madrid             |      |
| 06262  | Av. Victoria - Ochandiano                    | 651 652 653 654                         |                          | Madrid             |      |
| 10006  | C.º Cerro de Los Gamos - Est. El Barrial     | 563 565 650B                            | El Barrial               | Pozuelo de Alarcón |      |